# Astatotilapia
Astatotilapia — рід риб родини цихлові. В наш час[коли?] рід налічує 5 видів.

## Види
- Astatotilapia burtoni (Günther 1894)
- Astatotilapia calliptera (Günther 1894)
- Astatotilapia flaviijosephi (Lortet 1883)
- Astatotilapia paludinosa Greenwood 1980
- Astatotilapia stappersii (Poll 1943)

## Переглянуті (старі) назви
- Astatotilapia cf. bloyeti див. Haplochromis bloyeti (Sauvage 1883)
- Astatotilapia callipterus син. Astatotilapia calliptera (Günther 1894)
- Astatotilapia desfontainii див. Haplochromis desfontainii (Lacepède 1802)
- Astatotilapia ellenbergeri див. Serranochromis carlottae (Boulenger 1905)
- Astatotilapia jeanneli див. Platytaeniodus degeni Boulenger 1906
- Astatotilapia nigrescens див. Haplochromis nigrescens (Pellegrin 1909)
- Astatotilapia nigroides див. Haplochromis nigroides (Pellegrin 1928)
- Astatotilapia tweddlei див. Haplochromis tweddlei (Jackson 1985)

## Симпатричне видоутворення
У маленькому ізольованому озері в  Танзанії, що сформувалося 50 тис. років тому, виявлені дві форми цихлід з роду Astatotilapia, мілковода і глибоководна, що знаходяться на ранній стадії симпатричного видоутворення. Між двома формами вже існують серйозні морфологічні і екологічні відмінності, а також часткова презиготична ізоляція (надання переваги собі подібним як статевим партнерам). При цьому генетичний обмін між видами, що зароджуються, не припинився повністю, а усі відмінності між їхніми геномами мають кількісний характер: одні алелі частіше зустрічаються у глибоководної раси, інші — у мілководої, але немає жодної абсолютної (фіксованої) генетичної відмінності. У геномах вдалося виявити десятки компактних «острівців видоутворення», в яких сконцентровано більшість відмінностей між формами.
Багато відмінностей приурочені до генів, пов'язаних з морфогенезом, гормональною регуляцією розвитку і зоровим сприйняттям, яке відіграє важливу роль у видоутворенні у африканських цихлід. Результати вивчення цієї простої модельної системи допоможуть зрозуміти механізми масового видоутворення у цихлід у великих африканських озерах.